# Stierbrunnen (Pirmasens)
Der Stierbrunnen – alternativ Schlossbrunnen oder Schlosstreppe genannt – ist ein Brunnen innerhalb der Stadt Pirmasens.

## Lage
Der Brunnen befindet sich in einer Hanglage. Östlich verläuft die Schlossstraße, auf deren anderer Straßenseite die römisch-katholische Kirche St. Pirmin steht. Unmittelbar westlich liegt der Schlossplatz mit dem alten Rathaus.

## Beschreibung
Der Brunnen ist in eine Treppenanlage, die 92 Stufen enthält, eingebettet. Er wurde aus mainfränkischem Sandstein errichtet. Aufgrund seiner Hanglage enthält er Kaskaden, die von Ost nach West verlaufen. Ganz oben ist ein Stierkopf angebracht und unten zwei Statuen von Bronzeschwänen. Ersterer ist eine Referenz an die einst in Pirmasens ansässige Schuh- und Lederindustrie.

## Geschichte
An seiner Stelle befand sich im 18. Jahrhundert einst das Pirmasenser Schloss. Ab 1978 wurde die Pirmasenser Innenstadt zu einer Fußgängerzone umgebaut, weshalb die zwischenzeitlich an der Stelle des Schlosses befindliche Treppe durch ein neues Bauwerk ersetzt werden sollte. Der Bildhauer Gernot Rumpf erschuf 1984 schließlich den Brunnen.